# Metoposauroidea
De Metoposauroidea zijn een superfamilie van uitgestorven temnospondyle Batrachomorpha (basale 'amfibieën') die leefde van het Midden- tot het Boven-Trias in Noord-Amerika, Europa en Noord-Afrika. De Metoposauroidea omvatten de families Metoposauridae en Latiscopidae.
In 1919 benoemde D.M.S. Watson een Metoposauridae en geldt daarmee meteen als formale naamgever van de Metoposauroidea.
In 2000 definieerden Adam Yates en Anne Warren-Howie een klade als de groep bestaande uit de laatste gemeenschappelijke voorouder van Almasaurus en Metoposaurus; en al zijn afstammelingen.
De groep toont volgens Yates en Warren verschillende gedeelde nieuwe kenmerken, synapomorfieën. Sommige daarvan zijn ondubbelzinnig en komen dus (althans binnen de gebruikte analyse) bij alle leden voor maar niet bij andere taxa. Het achterste schedeldak heeft lengte die meer dan negentig procent bedraagt van de breedte. De zijlijntrog onder de oogkas toont een tredevormige buiging bij de overgang naar het neusgat. Het aflopend gedeelte rond de incisura otica wordt begrensd door richels. De beennaad tussen het exoccipitale en het pterygoïde is van onderen zichtbaar. Er bevinden zich gepaarde voorste uithollingen op het verhemelte. Het sleutelbeen heeft een gekielde zijrand.
Een dubbelzinnige synapomorfie, wel bekend van andere taxa maar niet van directe verwanten, is het ontbreken van tandjes of denticula op het pterygoïde.